# День архитектора
День архитектора — профессиональный праздник в России, ежегодно отмечаемый в первый понедельник июля.
Установлен в марте 2025 года Правительством Российской Федерации. Комментируя принятое решение, Заместитель Председателя Правительства Марат Хуснуллин отметил, что облик городов играет важную роль в улучшении условий проживания людей, а также в повышении привлекательности населённых пунктов для туристов и бизнеса
Инициаторами учреждения праздника стали Союз архитекторов России и Министерство строительства и жилищно-коммунального хозяйства. Это предложение поддержали Российский союз промышленников и предпринимателей и Российская академия наук.

## История
В июле 1763 года Екатерина II издала Указ «О сделании всем городам, их строению и улицам специальных планов, по каждой губернии особо». Она поручила его исполнение архитекторам, вошедшим в «Комиссию для устройства городов». Именно с этого времени в России на государственном уровне началась системная разработка генеральных планов российских городов.
Проводимая в правление Екатерины II масштабная губернская реформа привела к возникновению новых административно-территориальных образований, которые стали фундаментом страны. В рамках этой реформы огромное значение придавалось деятельности местных руководителей высшего звена – наместников (генерал-губернаторов) и губернаторов, которые вместе с архитекторами должны были реализовывать Указ Екатерины II в своих губерниях.
В научной литературе законодательные акты, а также мероприятия, обеспечивающие составление планов городов, оцениваются очень высоко и называются градостроительной реформой Екатерины II. Особо подчёркивается её юридическое содержание, говорится, что она стала «фактически первой общероссийской правовой реформой в области градостроительства».

## Празднование
С 2023 года архитектурное бюро ARCHINFORM проводит ежегодный летний фестиваль «День архитектора» в Москве с тематической программой, неформальным общением, турниром по настольному теннису среди архитекторов, архитектурным квизом и вечеринками. Фестиваль направлен на популяризацию архитектуры как общественно значимой сферы деятельности, касающейся каждого человека. Это площадка для открытого диалога и обмена мнениями между архитектурным и девелоперским сообществом, властью и жителями об общих ценностях и будущем города.

День архитектора, 4-5 июля, Москва. Автор: Архитектурное бюро ARCHINFORM

«Архитектура – это неизменные декорации нашей жизни, которые определяют модель нашего поведения. В каком-то смысле архитектор постоянно занимается социальным программированием. В воплощении этого архитектурного сценария участвуют и девелоперы, и строители. Но особенно важно, чтобы в этом осознано участвовали и жители города. Ведь город – это наше единое пространство, где должны сбываться наши общие мечты» — отмечает инициатор и организатор фестиваля,  руководитель архитектурного бюро ARCHINFORM Тимур Абдуллаев.

## См.также
Всемирный день архитектуры
День строителя